# Così bella, così dolce
Così bella, così dolce è un film del 1969 diretto da Robert Bresson, adattamento cinematografico del racconto La mite di Fëdor Dostoevskij.
Fu presentato alla Quinzaine des Réalisateurs del 22º Festival di Cannes.

## Trama
Accanto al corpo delle giovane moglie morta per suicidio, il marito rivive la storia della coppia: lei, ragazza povera, accetta dopo tante insistenze di sposarlo, ma i due restano due estranei. L'uomo, che gestisce un banco di pegni, dà molta importanza al denaro e ai beni materiali, mentre lei si mostra sensibile alle arti, alla musica, al teatro, alla letteratura. Al Louvre lui confida alla moglie di scorgere solo uno strumento di piacere nelle Veneri esposte, mentre lei rimane ammirata dalla loro perfezione; lui si diletta di enigmistica mentre lei ascolta musica sinfonica. Lui vive in un'atmosfera conformista, mentre lei rifiuta di adeguarsi alle convenzioni. Da ciò il lento degenerare dei rapporti fra i due, l'uomo sempre più disperato e possessivo nei confronti della donna a cui non può dare, né ricevere amore, lei che, ferita dalla sua gelosia, si rinchiude nel silenzio e nel digiuno fino alla consunzione-suicidio.